# Marcus O'Sullivan
Pour les articles homonymes, voir O'Sullivan.
Marcus O'Sullivan (né le 22 décembre 1961 à Cork City) est un athlète irlandais spécialiste des courses de demi-fond.

## Carrière
Il se distingue particulièrement lors d'épreuves disputées en salle, remportant notamment trois médailles d'or sur 1 500 mètres lors des Championnats du monde 1987 (à Indianapolis), 1989 (à Budapest), et 1993 (à Toronto). Marcus O'Sullivan participe à quatre Jeux olympiques consécutifs, de 1984 à 1992, sur 800 et 1 500 m, ne se qualifiant qu'une fois pour la finale (8e sur 1 500 m en 1988 à Séoul). Sur le plan continental, il remporte la médaille d'argent des Championnats d'Europe en salle d'Athènes en 1985, et se classe l'année suivante sixième des Championnats d'Europe en plein air de Stuttgart. Le 10 février 1989, l'Irlandais établit un nouveau record du monde en salle du 1 500 m en 3 min 35 s 6 lors du meeting de East Rutherford. Il s'est également imposé à cinq reprises lors de la Wanamaker Mile, épreuve courue sur la distance du Mile lors du meeting new-yorkais des Millrose Games.

## Palmarès
| Date | Compétition                    | Lieu         | Résultat | Épreuve |
| ---- | ------------------------------ | ------------ | -------- | ------- |
| 1985 | Championnats d'Europe en salle | Athènes      | 2e       | 1 500 m |
| 1986 | Championnats d'Europe          | Stuttgart    | 6e       | 1 500 m |
| 1987 | Championnats du monde en salle | Indianapolis | 1er      | 1 500 m |
| 1988 | Jeux olympiques                | Séoul        | 8e       | 1 500 m |
| 1989 | Championnats du monde en salle | Budapest     | 1er      | 1 500 m |
| 1993 | Championnats du monde en salle | Toronto      | 1er      | 1 500 m |

## Records
- 1 500 m : 3 min 34 s 69 (Köln, 01/08/1993)
- 1 500 m (en salle) : 3 min 35 s 6 (East Rutherford, 10/02/1989)
- Mile :	3 min 51 s 64 (Oslo, 01/07/1989)
- Mile (en salle) : 3 min 50 s 94 (East Rutherford, 13/02/1988)